# Null Island
Mit Null Island wird der Punkt auf der Erdoberfläche bezeichnet, wo der Nullmeridian und der Äquator sich kreuzen. Der Punkt hat die Koordinaten 0°N 0°E und befindet sich laut dem WGS84-Datum in internationalen Gewässern im Golf von Guinea im Atlantischen Ozean nahe der westafrikanischen Küste. Der Punkt wird von einer stationären Boje markiert.
Der Name „Null Island“ bezeichnet ebenfalls eine imaginäre Insel an dem Punkt und einen weit verbreiteten kartografischen Platzhalter. Koordinaten, welche fälschlicherweise als 0,0 in Ortsnamen-Datenbanken angegeben sind, werden dem Punkt zugeordnet, um solche Fehler leichter zu finden (und zu reparieren). Die nächste Landmasse ist eine kleine Insel nahe der Küste von Achowa Point in Ghana, zwischen Akwidaa und Dixcove mit den Koordinaten 4° 45′ 30″ N, 1° 58′ 33″ W, 307,8 Seemeilen (570 km) nördlich von Null Island. Das Meer ist an dieser Stelle ungefähr 4940 Meter tief.

## Natural Earth
In Bezug auf Computer- und Ortsnamendatenbanken wurden die Koordinaten für Null Island dem Public-Domain-Kartendatensatz von Natural Earth um 2010/11 hinzugefügt, woraufhin der Begriff weit verbreitet wurde (obwohl es Belege dafür gibt, dass er schon vorher verwendet wurde). Seitdem hat die „Insel“ eine fiktive Geografie (basierend auf dem Setting des Videospiels Myst), fiktive Flagge, Sprache und Geschichte erhalten, nachdem jemand für einige Zeit eine eigene Website für die „Republik Null Island“ betrieb. Laut der Website hat die Insel 4000 Einwohner, ein Tourismusbüro, eine wachsende Ökonomie und den höchsten Segway-Besitz pro Person. Natural Earth beschreibt die Entität als eine 1-Meter-Quadrat Insel mit Maßstabsrang 100, was bedeutet, dass die Insel nie in Karten angezeigt werden sollte. Der Name Null bezieht sich auf die beiden Null-Koordinaten, da Nullwerte (die das Fehlen von Daten anzeigen) oft zu einem Wert von 0 gezwungen werden, wenn sie in einen Integer-Kontext oder einen „Nullen nicht erlaubt“-Kontext umgewandelt werden.
Der Standort wird von Mapping-Systemen verwendet, um Fehler abzufangen. Solche Fehler entstehen beispielsweise, wenn ein Bildartefakt von einer Software, die keine Geoposition zuordnen kann und stattdessen einen Breiten- und Längengrad von „Null,Null“ oder „0,0“ assoziiert, fälschlicherweise dem Standort zugeordnet wird. Wie Bellingcat im Januar 2018 berichtete, gehören zu den anderen Daten, die dem Standort zugeordnet wurden, auch Aktivitätsereignisse der Fitness-Tracking-App Strava, die offenbar dem Standort zugeordnet wurden, weil die Nutzer „0,0“-Koordinaten eingegeben haben, um ihren tatsächlichen Standort zu verschleiern.

## PIRATA-Boje

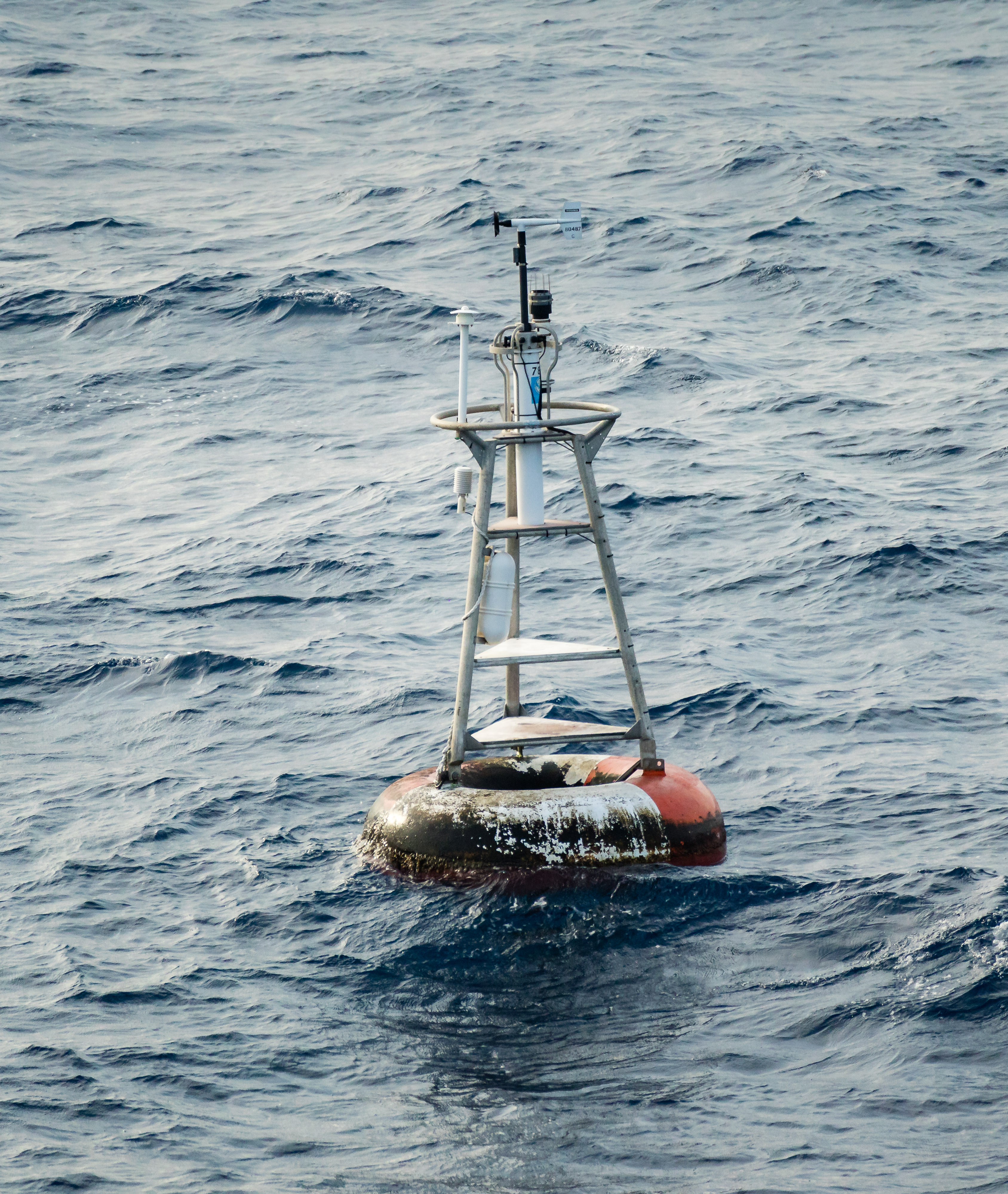
Die PIRATA-Boje

Eine Boje ist am Punkt mit den Koordinaten 0.000 N 0.000 E (0°0'0"N 0°0'0"W) vertäut. Die Boje (Station 13010 - Soul) ist ein Teil des Prediction and Research Moored Array in the Atlantic (PIRATA), welches von den Vereinigten Staaten, Frankreich und Brasilien betrieben wird.